# James Freeman Clarke

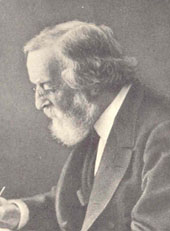

James Freeman Clarke (4 de abril de 1810 – 8 de junho de 1888) foi um pregador e escritor americano.